# Вища математика
Ви́ща матема́тика — курс, що входить в навчальний план технічних та деяких інших спеціальних навчальних закладів, включає в себе аналітичну геометрію, елементи вищої алгебри, диференціальне та інтегральне числення, диференціальні рівняння. 
Метою курсу є ознайомлення з основними методами вищої математики, необхідних для розв'язування теоретичних та практичних задач фізики і механіки, виробити навички математичного дослідження прикладних задач, розвинути геометричну інтуїцію та навчити алгоритмам алгебраїчних досліджень.
Дисципліна “Вища математика”  для економістів включає розділи вищої математики,  вивчення яких дає математичний апарат,  що найбільш активно застосовується для розв’язання прикладних економічних і управлінських задач. Це лінійна алгебра, елементи аналітичної геометрії та математичний аналіз. У розділі “Лінійна алгебра” основна увага приділяється матрицям,  визначникам і системам лінійних алгебраїчних рівнянь, оскільки в економічних дослідженнях широко використовуються різні матричні моделі – модель міжгалузевого балансу, моделі транспортних перевезень, моделі керування чергами й т. ін. Лінійні моделі, які зводяться до систем лінійних алгебраїчних рівнянь або нерівностей, з досить високою точністю відповідають описуваним ними явищам. За допомогою цих моделей вирішується багато управлінських задач, але вони входять до іншої математичної дисципліни, яка має назву дослідження операцій. 
Математичний аналіз дає ряд фундаментальних понять, якими оперує економіст – функція,  границя,  похідна,  інтеграл, числовий та функціональний ряди, диференціальне рівняння. Наприклад, друга чудова(замечательная, пер.з рос. помічувана) границя застосовується для розв’язання задач про ріст банківського внеску за законом складних відсотків; використання поняття похідної необхідно у такій спеціальній дисципліні, як граничний аналіз в економіці й т. ін. З іншого боку певні економічні школи (зокрема ти, що виходять з австрійської школи, та майже всі, що належать до напрямків інституційної економіки) вважають, що поняття інтеграла, наприклад, не може бути застосовним у економіці взагалі (замість нього використовують суму ряду та інші). Також серед економістів поширеною є думка, що функції, які використовують в економіці, мають зазвичай табличний вигляд, а змінні є дискретними, тому традиційні методи математичного аналізу, які викладають у курсах вищої математики, методологічно не забезпечують побудову прикладних моделей дослідження операцій та експеримент з ними, який спрямовано на розв`язання економічних математичних задач.